# Седличане

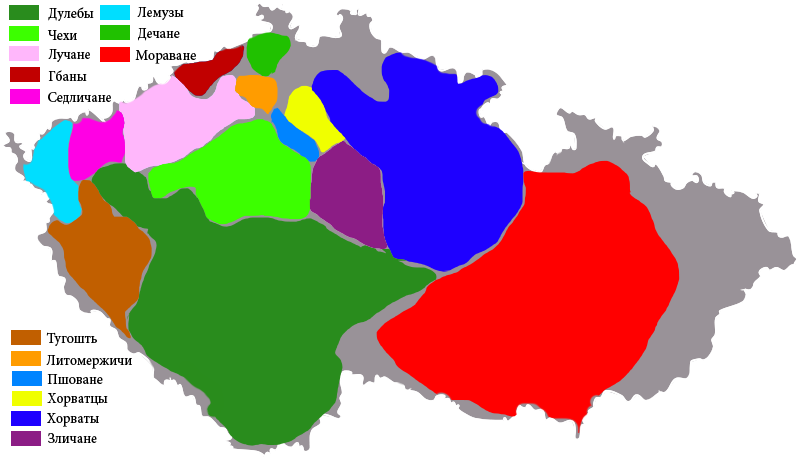
Местоположение средневековых чешских племён в границах современного государства Чехия.

Седличане — западнославянское племя, которое поселилось в VI вв. в верховьях реки Огрже и, совместно с Лучанами и другими славянскими племен участвовали в формировании Чешского государства и чешской нации.
Вместе с гбанами обосновались в западной части славянских земель в Чехии, на западе граничили с баварами, а на севере с саксами и сербами.
Седличане сохраняли территорию Седлеца (ныне — Карловы Вары, Краслика, Соколов) независимой до пришествия Пржемысловичей.